# Коталипара (подокруг)
Коталипара (бенг. কোটালীপাড়া, англ. Kotalipara) — подокруг в центральной части Бангладеш в составе округа Гопалгандж. Административный центр — город Коталипара. Площадь подокруга — 362,05 км². По данным переписи 1991 года численность населения подокруга составляла 206 195 человек. Плотность населения равнялась 570 чел. на 1 км². Уровень грамотности населения составлял 34,8 %. Религиозный состав: мусульмане — 43,70 %, индуисты — 53,01 %, христиане — 3,26 %, прочие — 0,03 %.